# Перед падением
«Перед падением» (англ. Before A Fall) — седьмая серия первого сезона телесериала Netflix «Ведьмак», снятая режиссёрами Аликом Сахаровым и Марком Джобстом по сценарию Михаэля Островского. Она появилась в открытом доступе в один день с остальными — 20 декабря 2019 года.

## Название и сюжет
Название серии стало известно благодаря публикации на сайте Гильдии сценаристов США. Оно не совпадает ни с одним названием в цикле произведений Анджея Сапковского, по которому снимают сериал. Позже (22 ноября) Netflix опубликовал слоган этого эпизода — «Возвращение к временам, когда ещё не пылало королевство». Сразу появилось предположение, что в седьмой серии речь может пойти о прошлом Цинтры.
В этой серии, как и в предыдущих, есть три сюжетных линии. Геральт приезжает в Цинтру накануне войны с Нильфгаардом, чтобы забрать своё «Дитя-Неожиданность» — Цириллу, но Калантэ не отдаёт ему внучку и бросает ведьмака в тюрьму. После падения города Геральту удаётся бежать. В это самое время Йеннифэр из Венгерберга возвращается в Аретузу и присутствует на заседании совета чародеев, участники которого решают не помогать Цинтре против Нильфгаарда. Наконец, в серии появляется Цирилла, бежавшая из Цинтры. Группа подростков пытается её ограбить, но у княжны внезапно проявляются магические способности.

## В ролях
- Генри Кавилл — Геральт из Ривии
- Аня Чалотра — Йеннифэр из Венгерберга
- Фрейя Аллан — княжна Цирилла
- Мианна Бёринг — Тиссая де Врие
- Ройс Пирресон — Истредд
- Махеш Джаду — Вильгефорц
- Мими Дивени — Фрингилья Виго
- Анна Шаффер — Трисс Меригольд

## Реакция
Обозреватель портала IGN констатирует, что седьмой эпизод с его масштабным действием выглядит примерно так, как должен был выглядеть весь сериал в глазах многих фанатов. Линии Геральта и Йеннифэр здесь окончательно согласованы между собой: персонажей разделяет только география (правда, сцены, связанные с рефлексией чародейки, рецензент счёл слишком затянутыми и в целом излишними). Зрители впервые получают представления о континенте, на котором происходит действие «Ведьмака», и об экспансии Нильфгаарда, а император Эмгыр вар Эмрейс превращается в «самую интересную невидимую силу» шоу.